# アール・ハインドマン
アール・ハインドマン（Earl Hindman,  1942年10月3日 - 2003年12月29日）は、アメリカ合衆国の俳優、声優である。

## 来歴
1942年、アリゾナ州・ビスビー生まれ。アリゾナ大学で演劇を専攻し。1967年に映画『Teenage Mother』でプロデビュー。その後もコンスタントにテレビや映画への出演を重ね、1974年に出演した地下鉄アクション『サブウェイ・パニック』の犯人グループの一味という役柄でも知られている。同作品では役名はなく、色で呼び合う設定でハインドマンはブラウン（茶色）役を演じた。
また、1975年からは、テレビドラマシリーズ『Ryan's Hope』へのレギュラーキャストとして出演し始め、1989年までに459エピソード出演した。それ以外にもティム・アレン出演のシットコム『Home Improvement』への出演でも知られている。1987年には、スティーヴ・グッテンバーグ、トム・セレック、テッド・ダンソンら主演のコメディ映画『スリーメン&ベビー』へも出演した。2002年には、アメリカ国内のディズニーランド内にある蒸気機関車アトラクション、ディズニーランド鉄道でナレーションも務めた。

### 死去
2003年、肺がんのため、コネチカット州・スタンフォードで死去。61歳だった。

## 出演作品

### 映画
- Teenage Mother (1967)
- The Kiss of Her Flesh (1968)
- The Ultimate Degenerate (1969)
- 娼婦殺人事件/鮮血の白い肌 Who Killed Mary Whats'ername? (1971)
- パララックス・ビュー The Parallax View (1974)
- Shoot It Black, Shoot It Blue (1974)
- サブウェイ・パニック Subway Panic (1974)
- Greased Lightning (1977)
- ブリンクス The Brink's Job (1977)
- タップス Taps (1981)
- Murder in Coweta County (1983)
- シルバラード Silverado (1985)
- 新・刑事コジャック/ 虚栄の絆 Kojak: The Price of Justice (1987)
- スリーメン&ベビー Three Men and a Baby (1987)
- トーク・レディオ Talk Radio (1988)
- Kojak: It's Always Something (1990)
- 悲しき酒場のバラード The Ballad of the Sad Cafe (1991)
- 熱い夜に抱かれて Fires Within (1991)
- Final (2001)
- Tim Allen Presents: A User's Guide to 'Home Improvement (2003)

### テレビドラマ
- Great Performances (1971)
- Ryan's Hope (1975 - 1989)
- Once Upon a Classic (1979)
- アメリカン・プレイハウス American Playhouse (1984)
- The Leatherstocking Tales (1984)
- 私立探偵スペンサー Spenser: For Hire (1985, 1987)
- ザ・シークレット・ハンター The Equalizer (1986, 1987)
- フロム・ザ・ダークサイド Tales from the Darkside (1987)
- Home Improvement (1991 - 1999)
- ロー&オーダー Law & Order (2000)
- LAW & ORDER:犯罪心理捜査班 Law & Order: Criminal Intent (2002)

### テレビアニメ
- ヘラクレス Hercules (1998)